# Kaposfő
Kaposfő is een plaats (község) en gemeente in het Hongaarse comitaat Somogy. Kaposfő telt 1820 inwoners (2001).